# Honne és tatemae
A honne és a tatemae Japán társadalmi érintkezési és beszédkultúrájának európaiak számára nehezen értelmezhető és nehezen lefordítható kulcsszavai. A honne (本音) szó jelentése valódi szándék, motívum, valódi vélemény. A szó írásjegyeinek egyéni jelentéseiből is ez tűnik ki, hiszen a hon (本) önmagában eredetit, valósat jelent, míg a  ne (音) hangot vagy zajt jelent. Így a kifejezés szabad fordításban akár „hangot adni a valósnak, eredetinek, tehát kimondani az ember azon véleményét amelyet valójában gondol; azt tenni, amit igazából tenni szeretne” is lehetne.
Ezzel szemben a tatemae (建前) nem közli szemtől szembe a szándékot, hanem igyekszik rávezetni, érzékeltetni, és bízik abban, hogy a beszélgető partner a helyzetből és a rejtett célzásokból megérti az üzenetet, illetve azt teszi amit a társadalom, illetve a környezete elvár, a konfliktusok elkerülése érdekében. Ezt a fajta kommunikációt nevezhetnénk „mellébeszélésnek” is, ám érdemes megjegyezni, hogy a keleti társadalmakban az úgynevezett „arcvesztés” elkerülése alapvető fontosságú szempont. A szégyenbe hozott ember veszít a társadalmi presztízséből, ezért az ilyen jellegű eseteket igyekszenek elkerülni. Ezért a hivatalos kommunikációban sokszor használják a tatemae kifejezésmódot.
A honne és a  tatemae nem csupán a beszédre, de a viselkedésre is hatással van. Lehet valakinek eredendően egy adott indítéka (honne), mégis a vélt elvárásoknak megfelelően másképpen cselekszik (tatemae).

## Eredete
Míg a közvetettség, bizonytalanság és a kétértelműség nemzeti hovatartozástól függetlenül is tetten érhető a társadalomban, számos esetben megfigyelhető, hogy a japán normák kifejezetten  támogatják az ilyen jellegű viselkedési mintákat.
A keleti hitvilág és ezáltal a gondolkodásmód nagyrészben felelős ezért. A buddhista filozófia például kimondja, hogy a valóság nem érzékelhető, amit érzékelünk az nem a valóság. Így a honne képviseli a valóságot, míg a tatemae azt, ami beszédben és tettekben legtöbbször megjelenik, a hivatalos formulákat.
A korai, öntözéses földművelés révén kialakult csoport alapú társadalmi berendezkedés  szintén kulcs tényező. Mivel a rizstermesztéshez szükséges feladatok nagy részét egyedül nem lehet elvégezni, az emberek egymásra voltak utalva, így mindenkinek érdeke volt, hogy a közösségben béke uralkodjon. Ehhez pedig szabályok kellettek és fontos volt, hogy valamennyien be is tartsák ezeket.
Japánban a csoportszellemet és a társadalmi elvárásokat kiszolgálandó, morális tekintetben relativista gondolkodásmód az uralkodó és az elfogadott. Azt, hogy valamit helyes, avagy helytelenként ítélnek meg az szituációfüggő.
A konfucianizmusból is eredeztethető hierarchia rendszer is meglehetősen mérvadó, hiszen a japán közösségek is ez alapján csoportosulnak. Szűk belső körben, amit ucsinak hívnak, megmondhatjuk szemtől szembe, amit gondolunk, ám egy korban idősebb, rangban felettünk állónak, valakinek akinek tisztelettel tartozunk, avagy nem az ucsibe tartozó, kívülálló személynek nem. Az utóbbi esetben diplomatikusabb utat választva, tatemae módon fejezik ki a mondanivalójukat. Így válik kettőssé a kommunikáció.

## A jelentéséről és az alkalmazásáról bővebben
A japánok szerint a tatemae a többi emberre való tekintettel szükséges. 
A tatemae a többi ember érdekeit nézi. Akkor is, ha az nem egyezik a saját gondolataival, annak érdekében, hogy harmónia uralkodjon a kapcsolatokban.  A honne az, ami belül rejtőzik, amit valójában gondolunk, a tatemae pedig az, aminek mutatjuk magunkat a külvilág felé, vagy amit mondanunk „kell” egy adott szituációban. Közeli barátok felé honnét használnak, a munkahelyen, idősebb emberek felé, illetve azokkal szemben, akikkel nem elég közvetlen a kapcsolat, pedig tatemaét. A legutóbbi esetben pontosan azért, mert nem biztosak abban, hogy az emberek miként fognak róluk vélekedni. Tatemaenak számít az „udvariassági mosoly” is, amely Japánon kívül más ázsiai országokban is bevett szokás, különösen a szolgáltató szektorban.
Honnan lehet tudni, hogy éppen melyiket használja a beszédpartner?
A tekintet és az arckifejezés sokat elárul arról, hogy a beszédpartner őszinte-e.
Mivel a japánok maguk is sokszor váltanak tatemae és honne között, nem olyan nehéz nem belegondolnia, hogy mit gondolhat a másik ember és felimerni a kettő közötti különbségeket. Bár van azért, akinek ez valamelyest nehézséget okoz.
Általában tudják, hogy mire gondol a másik ember, de az is megesik, hogy úgy tesznek, mintha nem vennék észre. Ezt is a harmónia érdekében teszik, hogy gördülékenyebb legyen a kommunikáció. De ha közel állnak egymáshoz, akkor a valódi véleményt is könnyebben osztják meg. Ezzel ellentétben, minél több ember van jelen, annál biztosabb, hogy tatemae-t használnak majd. A tatemae mögött nincs valódi érzelem. Ezt az arckifejezésből is meg lehet mondani. A szem mozgásánál jól megfigyelhető, hogy mivel a beszédpartnernek alaposan át kell gondolnia a dolgot, nem fog direkt a másik szemébe nézni. Honne esetében egyenesen ránk néz a beszédpartner. A tatemae hasznos lehet abból a szempontból, hogy nem bántjuk meg a másikat. Ezzel szemben sokan kívánják azt, hogy többször honne megmondhatnák, mit gondolnak valójában.
Példák a mindennapokból
- Egy alkalmazott például lehet, hogy a cégnél elfogadott kommunikációs minták alapján minél feltűnőbben igyekszik kifejezni lojalitását a cég irányába (rengeteg túlórázik, minden egyes nomikai-on[9] részt vesz, bármilyen feladatot elvállal, ...stb.) ám mindezt valójában a honne, tehát valódi szándékai okán teszi, azaz szeretne előléptetést kapni.[2]
- A japánok igyekeznek elkerülni a nemleges válaszadást. Az üzleti eladó meglehetősen zavarba jön, amikor a vevő kérdésére, hogy „Van-e x vagy y áru?” válaszolnia kell, abban az esetben, ha éppen nincs készleten. A negatív válasz helyett inkább hosszadalmas keresésbe kezd, holott tudja, hogy nem szolgálhat a kívánt árucikkel. Éppen ezért szokták ilyenkor az egyszerűség kedvéért a következőképpen feltenni a kérdést: „Nem árulnak x-et vagy y-t?”. Erre a kérdésre már lehet igennel válaszolni, nem hozza annyira kellemetlen helyzetbe a beszédpartnert.[10][11]
- Céges megbeszélésen egy adott javaslatra az ügyvezető a következőképpen reagál: Kentósimaszu. (検討します。) Azaz, „majd gondolkozom rajta.” Ezt egy elég határozott negatív válaszként kell értékelni.
- Hasonlóképpen, a vállalati kultúrában, a felettes nem mondhatja meg a beosztottjának szemtől szembe ha hibát talált a munkájában. Rá kell vezetnie.[3]
- Ha az irodavezető azt találja mondani, hogy „Jobb lenne, ha rendbe tenné az asztalát.”, akkor az azt jelenti, hogy „Tegye rendbe az asztalát!”
- Vendégségben a háziasszony mindig szégyenkezve nyilatkozik a főztjéről. Nem illik a saját érdemekkel dicsekedni, szerénykedni ajánlott.

Ámbár a vendég kicsit túl fűszeresnek találja az ételt, erről egy szót sem szól és mindenképpen megdicséri.
- Ajándékot, az ajándék értékétől függetlenül, a következőket mondva szokás átadni: „Cumaranai mono deszu ga.” (つまらない物ですが。)  Ami körülbelül így fordítható magyarra: „Bár ez csak egy kis apróság, ...”
- Gókon [12] alkalmával az egyik fél azt mondja, hogy a kosárlabda a hobbija, a másik fél erre nagyon lelkesen reagál („Ó, ez nagyszerű!”), pedig valójában annyira nem érdekli.
- „Tetszik a ruhád, divatos. Nagyon jól áll.”  Közben amit gondol: „Meglehetősen túlsúlyos vagy.”
- Céges nomikai alkalmával, bár a főnökéről azt gondolja a beosztott, hogy azért annyira nem végzi jól a munkáját, mégis sűrű köszönetmondások közepette dicséri.
- A japánok sokszor használnak befejezetlen mondatokat.

Társadalmi elvárás, hogy az ember tudja „olvasni a levegőt” (kűki o jomu 空気を読む), azaz kitalálni, hogy a másik mit szeretne.
Például, ha étellel kínálnak, de az illető már nem bír többet enni, lehetséges, hogy a következőképpen fogja visszautasítani: „Most egy kicsit ...” (Ima va csotto … 今はちょっと。). Azaz most „egy kicsit” nem jó, mert már nem bír többet enni.
Úgyszintén a meghívás visszautasítása esetén. „Kedd? Hát, kedd az egy kicsit ...”
Természetesen az „egy kicsit” számos esetben „nagyon”-t jelent, ez is a kommunikáció tompítása érdekében van így.

## Következmény
Pozitív:
A szabályok keretei között visszafogott és rendezett társadalom pontos és nagyfokú hatékonysággal képes működni. A csoport-elgondoláson alapuló berendezkedés nem biztos, hogy működne a honne és a tatemae párosa nélkül.
Negatív:
A honne és a tatemae között levő különbséget eredetileg a család hivatott a gyerekeknek megtanítani, ám mára ezt a körülmények miatt egyre bonyolultabb kivitelezni, ezért az új generációknak számos alkalommal okoz nehézséget a helyes viselkedési formák elsajátítása.
Az frissen diplomázott fiatalok többségének a vállalati berkeken belül használatos nyelvezetről (keigo 敬語), illetve magatartási szabályokról egyáltalán nincs ismerete. Ezen felül, a japán kommunikációs szintek között saját bevallásuk alapján is meglehetősen nehéz kiigazodni. Más formulákat használnak például, amikor magukról alázatosan beszélnek, illetve, amikor másokról tisztelettel.
Nagyon fontos tudni a csoportok közötti határokat is. A cég, ahol az adott alkalmazott dolgozik, a saját csoportja, olyan, mintha a családja lenne. A felettesével tiszteletteljes kifejezéseket használva beszél. Ám ha a partnercég képviseletével érintkezik, akkor a saját feletteséről szerénykedve kell beszélnie.
A honne és a tatemae együttes jelenléte számtalan pszichológiai konfliktust is eredményez, ami nehézségekkel jár.
Az iskolában leginkább a dolgok tatemae oldala kerül bemutatásra, ami a diákokat sokszor elkedveníti.
És, minthogy a család szocializáló jellege egyre gyengülni látszik, egyre kevesebb lehetősége van a fiataloknak megtanulni, hogy egyes szituációkban hogyan kell az adott normák szerint reagálni.
A duális gondolkodásmód megnehezíti az egyes témák szóba hozását is társalgáskor. A kölcsönös udvariaskodás sokszor félreértéseket eredményez. Ez a társkeresésben is akadályokat jelent.